# Johann Baptist Ludwig Göldlin von Tiefenau
Johann Baptist Ludwig Göldlin von Tiefenau (* 21. August 1773 in Luzern; † 20. Dezember 1855 in Luzern) war ein Schweizer Offizier. Er war zuletzt in niederländischen Diensten Generalmajor und Regimentskommandeur.

## Herkunft
Er stammte aus der Luzerner Patrizierfamilie Göldlin von Tiefenau.
Sein Vater war der Maréchal de camp Joseph Ulrich Göldlin von Tiefenau (1724–1816) und dessen Ehefrau Maria Barbara Pfyffer von Altishofen. Der Regierungsrat Jost Göldlin von Tiefenau (1781–1850) war sein Bruder.

## Leben
Wie viele seiner Familie wählte er den Militärdienst und kam am 2. Dezember 1788 als 2. Leutnant im französischen 6. Schweizerregiment Châteauvieux. Er war 1789 mit seiner Einheit schon auf dem Marsch zur Bastille, als der Gegenbefehl kam. Als die Schweizerregimenter am 24. August 1792 aufgelöst wurde, kehrte er nach Luzern zurück. Am 13. Juni 1793 kam er als Kapitänleutnant im sardinische Regiment Zimmermann. 1793 kämpfte er bei Nizza, 1794 bis 1796 stand er bei der Armee in Susa. Danach wurden auch diese Regimenter aufgelöst und Göldlin kehrte nach Luzern zurück.
1798 marschierten die Franzosen in die Schweiz ein und Joseph Ulrich Göldlin von Tiefenau wurde Oberkommandierender der Luzerner Truppen. Die Disziplinlosigkeit der Miliztruppen schockierte ihn.
Nach Ausrufung der Helvetischen Republik wurde er am 5. Februar 1799 Hauptmann 2. Klasse in der 2. helvetischen Halbbrigade und bereits am 1. April 1799 Adjutant-Major des Korps. Er kämpfte im Gefecht bei Dettingen, in der Schlacht bei Zürich und nahm am Sturm auf die Brücke bei Näfels teil. Er kämpfte unter Saint-Cyr in Neapel und zog bis Tarent. Die Einheit wurde am 20. Juni 1805 aufgelöst.
Am 27. Dezember 1806 ging der in das 4. französische Schweizerregiment und wurde dort am 28. Dezember 1809 Bataillonschef. Die Einheit wurde 1810 nach Spanien verlegt. Dort stand er bei Burgos, Leon, Valladolid, Salamanca und Ciudad Rodrigo. Die Hauptaufgabe der Schweizer war die Bekämpfung der Guerilla. Am 6. März 1812 wurde er durch einen Schuss in das linke Bein bei der Verteidigung bei Roa schwer verwundet. Er erhielt am 9. Oktober 1813 einen ehrenvollen Abschied und kehrte nach Luzern zurück.
Als nach dem Ende Napoleons die französische Herrschaft in der Schweiz zusammenbrach und sich ein Regierungsrat geringschätzig über Offiziere in fremden Diensten äußerte, beschloss Göldlin zu handeln. Zusammen mit seinen Brüder und einigen Unterstützern wurde die Mediationsregierung im Rathaus festgesetzt, das Zeughaus besetzt und die Militzen entwaffnet. Politik interessierte ihn nicht, so wurde er Platzkommandant mit dem Gehalt eines Oberstleutnant, bis er 1815 von seinem Amt zurücktrat.
Am 25. Januar 1816 ging er dann als Oberstleutnant in holländische Dienste in das Regiment Nr. 22. Nach der Entlassung des Generals Aufdermaur, wurde er am 27. März 1821 Oberst und Kommandeur des Regiments. Als im Jahr 1829 die Schweizerregimenter aufgelöst wurden, erhielt er den Rang eines Generalmajors. Göldlin kehrte dann nach Luzern zurück.

## Familie
Göldlin heiratete 1813 Maria Anna Ackermann, eine Tochter des Melchior Fidel Ackermann aus Stans. Das Paar hatte wenigstens eine Tochter:
- Josefine (1814–1891) ⚭ 1844 Philipp Anton von Segesser (1817–1888)

Nach dem Tod seiner ersten Frau heiratete er 1836 Katharina Bell, die Witwe des Franz Richli aus Malters und Tochter des Luzerners Jakob Bell.